# Eurya oblonga
Eurya oblonga là một loài thực vật có hoa trong họ Pentaphylacaceae. Loài này được Y.C.Yang mô tả khoa học đầu tiên năm 1941.